# ستان فرانكلين
ستان فرانكلين (بالإنجليزية: Stan Franklin) هو باحث في مجال الذكاء الاصطناعي أمريكي، ولد في 14 أغسطس 1931.